# Тано Янов
Тано Янов Делев е български революционер, деец на Вътрешната македонска революционна организация.

## Биография
Роден е в 1889 година в кукушкото село Мутулово, тогава в Османската империя. Включва се активно в националноосвободителните борби на българите в Македония. При избухването на Балканската война в 1912 година, е доброволец в Българската армия и се вклюва в Македоно-одринското опълчение в ІV отделение, 4 рота на 3 солунска дружина. Докато е опълченец в раняван по време на сражения със сърбите в Междусъюзническата война в 1913 година. След Междусъюзническата война в 1913 година се устновява в струмишкото село Щука, което остава в България. Взима участие и в Първата световна война като редови войник в Българската армия. След войната, когато Струмишко е предадено на Кралството на сърби, хървати и словенци, се присъединява към възстановената ВМРО. В септември 1922 година, като ръководител на революционния комитет в Щука, Тано Янов е арестуван от новата сръбска власт и е затворен. Умира в затвора в декември същата година след мъчения и тормоз.
На 12 март 1943 година съпругата му Доста Танова Янова, родена също в село Мутулово и като жителка на Щука, подава молба за българска народна пенсия. В молбата пише, че Янов е бил „по народност българин и с български произход“. Молбата е одобрена и пенсията е отпусната от Министерския съвет на Царство България.